# Ammothereva albula
Ammothereva albula är en tvåvingeart som först beskrevs av Zaitzev 1974.  Ammothereva albula ingår i släktet Ammothereva och familjen stilettflugor.
Artens utbredningsområde är Mongoliet. Inga underarter finns listade i Catalogue of Life.